# Dráusio
Dráusio Luis Salla Gil, meglio noto come Dráusio (Campinas, 21 agosto 1991), è un ex calciatore brasiliano, ruolo difensore.

## Carriera

### Club

#### Giovanili
Cresce nelle giovanili del Bonsucesso, squadra carioca, con cui nel 2012 esordisce nel campionato statale, collezionando 6 presenze.

#### Paulista
Nel gennaio 2013 passa al Paulista, con il quale scende in campo per 11 volte nel Campionato Paulista.

#### Atlético Paranaense
A maggio dello stesso anno si trasferisce all'Athl. Paranaense, con cui esordisce in Serie A il 31 agosto nel successo esterno per 4-1 contro il Náutico. Il 25 febbraio 2014 fa il suo esordio in Coppa Libertadores nella sconfitta per 2-0 in Argentina contro il Vélez Sarsfield. Nel ritorno della sfida, il 27 marzo, segna il suo primo gol nella competizione. Conclude la sua esperienza con 22 presenze e 2 gol comprendendo tutte le competizioni.

#### Joinville
Nel 2015 passa in prestito al Joinville, con cui vince il Campionato Catarinense, giocando 9 gare.

#### Red Bull Brasil
A gennaio 2016 va a giocare nel Red Bull Brasil, scendendo 8 volte in campo nel Campionato Paulista.

#### Catania
Il 9 agosto 2016 si trasferisce in Italia, al Catania, con cui firma un biennale. Debutta il 21 agosto in Coppa Italia Lega Pro nella vittoria per 2-0 in casa contro l'Akragas. L'esordio in campionato avviene il 27 agosto nel 3-1 casalingo contro la Juve Stabia. Il 26 maggio 2017, dopo aver subito un'aggressione da parte di un gruppo di 30 tifosi mentre era a cena con la famiglia, annuncia tramite il proprio profilo Facebook l'addio al club etneo; il giorno dopo la società comunica la risoluzione consensuale del contratto.

## Palmarès

### Club

#### Competizioni statali
- Campionato Catarinense: 1

Joinville: 2015